# Automeris rubrescens
Automeris rubrescens är en fjärilsart som beskrevs av Walker 1855. Automeris rubrescens ingår i släktet Automeris och familjen påfågelsspinnare. Inga underarter finns listade i Catalogue of Life.